# Toledo Bend Reservoir

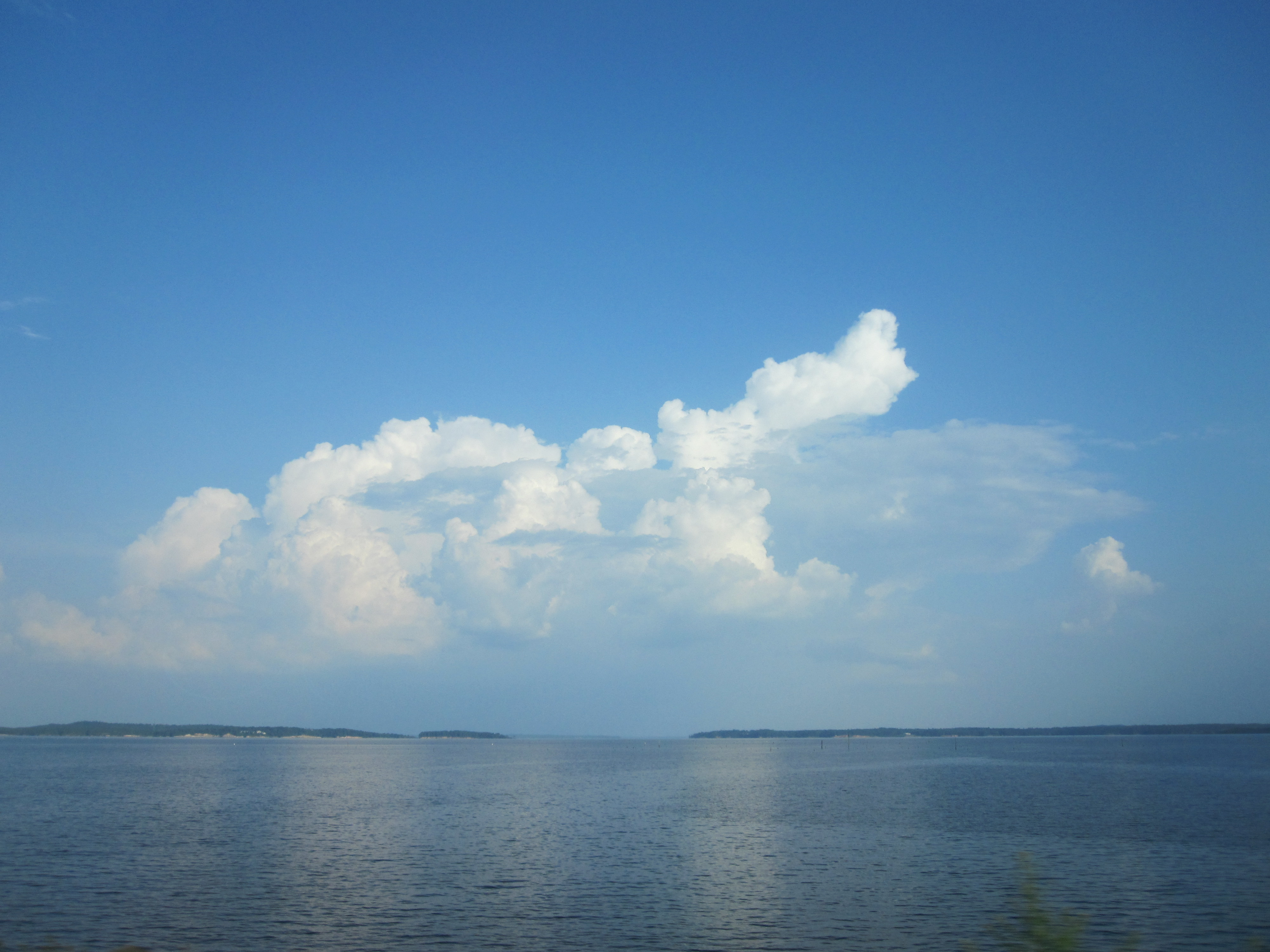
Toledo Bend chevauche la frontière entre la Louisiane et le Texas à l'ouest de Many.

Toledo Bend Reservoir est un lac de barrage sur la rivière Sabine entre le Texas et la Louisiane. Le lac a une superficie de 749 km2, et est le plus grand plan d'eau artificiel de la Louisiane (ou partiellement en Louisiane), le plus grand du Sud et le cinquième des États-Unis en ce qui concerne la surface. Le barrage est capable de générer 92 mégawatts d'énergie électrique. Le barrage lui-même est situé dans le coin nord-est du comté de Newton, au Texas; cependant, ce comté comprend très peu du lacs de barrages, car la plus grande partie de celui-ci s'étend vers le nord dans des parties des paroisses de Sabine et DeSoto en Louisiane et dans les comtés de Sabine, Shelby et Panola au Texas.

## Développement historique
Les terres le long de la région d'Orange étaient souvent inondées par la Sabine, avec des effets destructeurs. En outre, les considérations à des fins municipales, industrielles, agricoles et récréatives faisaient partie des raisons pour lesquelles la législature de l'État du Texas forma la Sabine River Authority of Texas en 1949, et en 1950, la législature de l'État de Louisiane créa d'autre-part la Sabine River Authority, State of Louisiana pour le projet.
Les deux autorités étant d'accord, en 1955, un rapport de faisabilité fut lancé et en 1959, les deux États allouèrent 30 millions de dollars au projet. Le terrain fut acquis en 1963 et les travaux suivirent l'année suivante. La Massman-Johnson Construction Company servit d'entrepreneur général et, à l'achèvement du projet en 1969, la part estimée des fonds du Texas était de 70 millions de dollars. Le barrage fut construit par les deux États, sans aucune aide du gouvernement fédéral. Le directeur des travaux publics de la Louisiane, Claude Kirkpatrick, qui était également président de la Sabine River Authority of Louisiana  à l'époque, fit pression pour l'accord conjoint avec le Texas, en l'absence de fonds fédéraux, pour faire du projet une réalité.
Le projet de loi législatif Toledo Bend fut poussé avec succès, malgré de nombreux obstacles, par le représentant de première année Cliff Ammons de Many, le siège de la paroisse Sabine. Le financement provintt de l'amendement constitutionnel 8, qui exploitait les fonds précédents pour les pensions de la guerre civile dans le projet de réservoir spécifique. Bien qu'Ammons soit devenu connu comme «le père de Toledo Bend», les électeurs le laissèrent choir aux élections législatives d'État de 1964.

## Histoire
À partir de mai 1963, les acquisitions de terrains pour Toledo Bend Reservoir débutèrent dans le cadre d'un projet de gestion conjointe des autorités du Texas et de la Louisiana River. La construction du barrage de Toledo Bend, du déversoir et de la centrale électrique commencèrent le 11 mai 1964. La section de fermeture du remblai de terre et de retenue des eaux commença en octobre 1966. La centrale électrique fut achevée et commença à fonctionner au début de 1969. Le projet Toledo Bend fut construit principalement à des fins d'approvisionnement en eau, de production d'énergie hydroélectrique et de loisirs.
Le réservoir de Toledo Bend forme une partie de la frontière entre les États du Texas et de la Louisiane. Du site du barrage, qui est au nord de Burkeville, TX, le réservoir s'étend jusqu'à la rivière sur environ 50 km à Logansport, LA, et les inondations atterrissent dans les comtés de Sabine, Shelby, Panola et Newton, au Texas, et dans les paroisses de Sabine et DeSoto, en Louisiane.
L'eau, qui couvre normalement une superficie d'environ 185 000 acres (74 867 hectares), a une capacité de stockage contrôlée de 5,52 km3  .
Toledo Bend est le seul projet public de conservation de l'eau et d'énergie hydroélectrique du pays à être entrepris sans la participation fédérale à son financement permanent[réf. nécessaire].

## Loisirs publics
Toledo Bend, avec ses 1 200 milles (1 931,2128 km) de rivage, offre une possibilité presque illimitée de développement récréatif et constitue un élément majeur pour répondre à la demande croissante de loisirs de plein air orientés vers l'eau. Des installations privées et publiques sont disponibles pour la baignade, la navigation de plaisance, les pique-niques, la pêche, le camping, la chasse et le tourisme. Le réservoir est un endroit populaire pour la pêche en eau douce avec de nombreux clubs organisant des tournois.
À l'heure actuelle, le lac est le mieux adapté aux bateaux à moteur à faible tirant d'eau en raison du grand nombre d'arbres et de souches qui se trouvent encore dans le corps du lac. Bien qu'il existe de nombreuses voies de navigation bien balisées qui ont été débarrassées des souches et des arbres, il faut faire preuve de prudence même sur les voies de navigation; il faut faire preuve d'une extrême prudence en dehors des voies de navigation et surveiller les souches (Stump) et / ou les arbres ainsi que les billes flottantes

## Voir également
- Lawrence T.Fuglaar, ancien membre de la Chambre des représentants de Louisiane et victime de noyade de 1972 sur le lac
- Conway LeBleu, a représenté les paroisses de Calcasieu et Cameron à la Louisiana House de 1964 à 1988 et était membre de la Sabine River Authority [7]
- Texas Oilman's Bass Invitational